# Phaeonychium
Phaeonychium é um género botânico pertencente à família Brassicaceae.